# Liz Couch
Liz Couch (* 11. Oktober 1974) ist eine neuseeländische Skeletonpilotin.
Liz Couch aus Auckland startete erstmals im November 1999 im Skeleton-Weltcup. Bei den Weltmeisterschaften der Saison in Igls belegte sie den 15. Platz. Ihren größten Erfolg hatte sie mit der Teilnahme an den Olympischen Winterspielen 2002 in Salt Lake City, wo die Sportart zum ersten Mal mit einem Wettbewerb für Frauen durchgeführt wurde. Couch belegte den elften Platz. Im Weltcup kam sie nie über den 14. Platz hinaus, den sie im Dezember 2000 in La Plagne erreichte, im Skeleton-Europacup war Rang acht (November 2000 in Igls) die beste Platzierung. In Rennen im Rahmen des Challenge-Cups kam sie viermal unter die Besten Drei, konnte jedoch kein Rennen gewinnen.